# كريل دقيق
ايفوزي دقيق أو كريل دقيق (الاسم العلمي: Nematoscelis tenella) هو نوع من الحيوانات البحرية يتبع جنس ايفوزي خيطي القدم من فصيلة الايفوزية.